# Communautés noires du Québec
Cet article concerne la minorité visible. Pour l'ouvrage, voir Les Noirs du Québec, 1629-1900.
- 0% - 4%
- 4% - 8 %
- 8 % - 12 %
- 12 % -16 %
- 16 % - 20 %
- 20 % - 24 %
- 24 % - 28 %
- 28 % - 32 %
- 32 % - 36 %
- 36 % - 40%

Les communautés noires du Québec, aussi appelées les Afro-Québécois, sont constituées de toute personne membre de la minorité visible « Noir » habitant au Québec. Elles sont la plus large minorité visible au Québec, surpassant les Arabes et les Latino-Américains.

## Histoire

### Période française

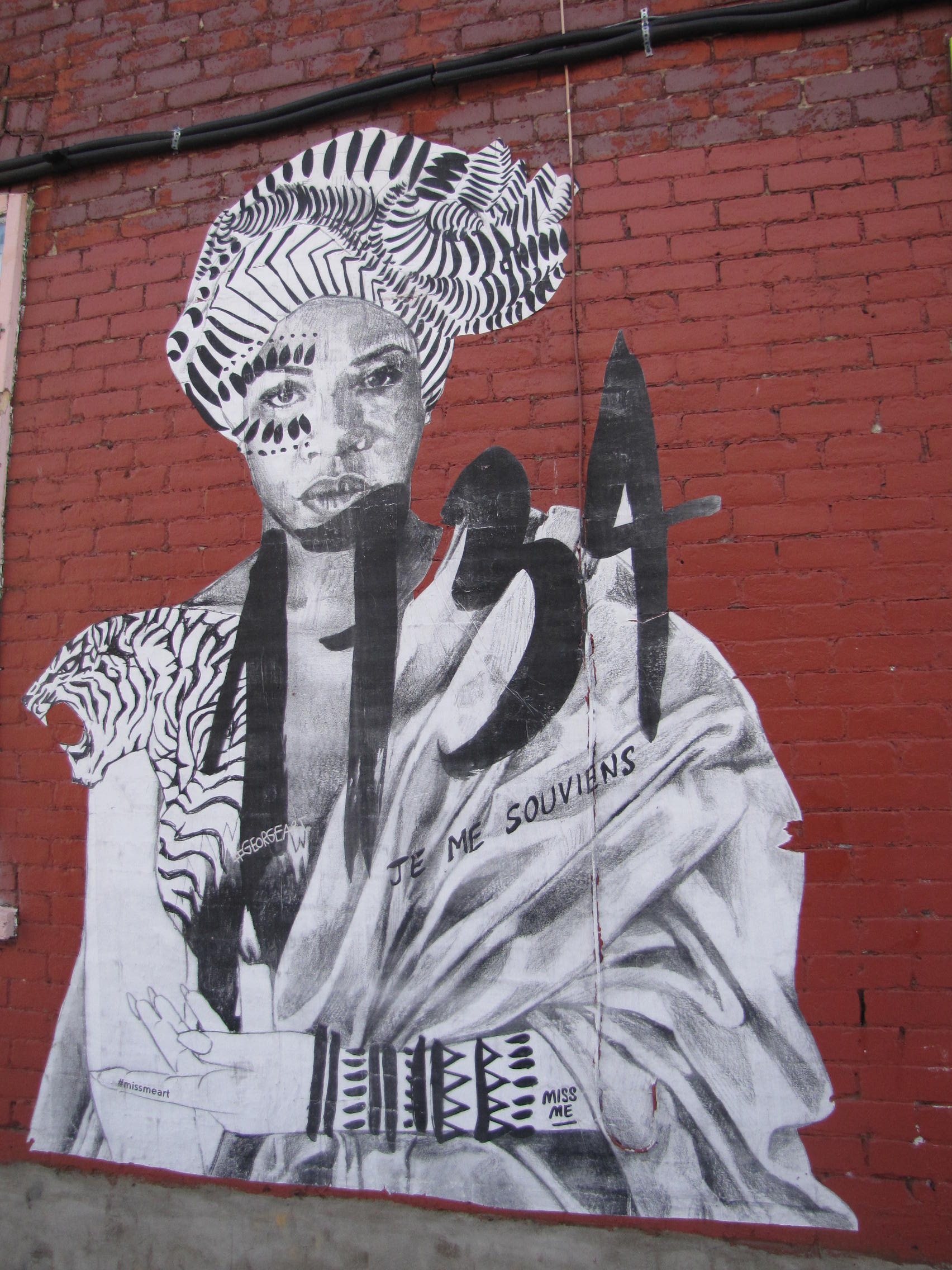
Les descendants des esclaves noirs qui ont vécu dans l'actuel Canada français sont des Canadiens français passant pour Blancs,,. Ils portent des noms comme Carbonneau, Charest, Johnson, Lafleur, Lemire, Lepage, Marois et Paradis.

En 1607, Mathieu da Costa, interprète et explorateur, est identifié comme étant la première personne noire en Nouvelle-France dans l'histoire. En 1629, le premier noir esclavagé identifié en Nouvelle-France est Olivier Le Jeune, originaire de Madagascar ou de Guinée. Il est un enfant (âgé entre 6 ans ou 10 ans, selon les sources) lorsqu’il est amené au Canada par David Kirke, lors de l’invasion anglaise de la Nouvelle-France. En 1630, Olivier Le Jeune est vendu à Le Baillif, un commis français, pour la somme de cinquante écus. En 1632, le traité de Saint-Germain-en-Laye met fin à l’occupation anglaise de la Nouvelle-France. La même année, Le Baillif, sur le point de quitter la colonie, donne  Olivier Le Jeune à Guillaume Couillard, un des premiers colons établis en Nouvelle-France. En 1633, le jeune garçon, qui fréquente l’école des Jésuites, est baptisé selon le rite catholique romain. Lors de son baptême, il reçoit le prénom d’Olivier, probablement en l’honneur du commis général Olivier Letardif, et le patronyme de Le Jeune, en l’honneur du père Paul Le Jeune. Olivier Le Jeune est inhumé en 1654, à Québec et il est enregistré comme domestique de Guillaume Couillard.

### Période britannique
Avant 1799, la totalité de la population noire d'origine antillaise recensée provenait de colonies françaises : la Martinique depuis 1717 et Saint-Domingue depuis 1728. Au XVIIIe siècle débutera la venue de personnes noires venant des Antilles britanniques, tels que la Jamaïque, Grenade, la Barbade et les Bermudes.

### Période post-confédérale
À la fin des années 1890, les Afro-Américains composaient la moitié de la population noire de Montréal.
Au début du XXe siècle, les communautés noires de Montréal vivaient en majorité dans les quartiers de la Petite-Bourgogne, anciennement appelée Saint-Antoine, et de Saint-Henri au sud des voies ferrées,.

### Seconde moitié duXXesiècle

#### Mouvement Black Power à Montréal
En 1965, à Montréal, les Jamaïcains Robert Hill, Anthony Hill et Alvin Johnson; le Dominicain Rosie Douglas; les Grenadiens Franklyn Harvey et Hugh O'Neile; la Barbadienne Anne Cools; et le Saint-Vincentais Alfie Roberts fondent le Caribbean Conference Committee.
En 1968, du 11 au 14 octobre, le Congrès des écrivains noirs co-présidé par Elder Thébaud et Rosie Douglas eut lieu à l'Université McGill. Le Congrès des écrivains, dédié à la mémoire de Malcolm X et de Martin Luther King était un rassemblement de militants noirs antiracistes venant de partout dans le monde. L'entièreté des invités du Congrès était des hommes et seulement un seul, Rocky Jones (en) était né au Canada. Le Congrès était divisé en deux séries d'interventions : l'aspect social et historique du conflit interracial Noir-Blanc (l'histoire des Noirs en Afrique et ailleurs, la psychologie du racisme) et l'aspect socio-politique du « problème noir » (le Black Power),. Il était divisé en deux séries d'interventions: Parmi les personnalités présentes au Congrès, il y eut Kwame Ture, Miriam Makeba, Ted Joans, Alvin Poussaint (en), James Forman, Richard B. Moore (en) Harry Edwards, Alvin Poussaint (en), Jan Carew, Lloyd Best (en), Michael X (en), Robert B. Hill (en), Cyril Lionel Robert James et Darcus Howe (en),,.

### Période contemporaine

#### Mort de George Floyd
Le 25 mai 2020, la mort de l'homme noir américain George Floyd provoque une série de manifestations et de marches à travers le monde en soutien au mouvement Black Lives Matter et en opposition au racisme et la brutalité policière aux États-Unis ainsi que dans leur pays de résidence. Le 31 mai 2020, une première manifestation co-organisée par Marie-Livia Beaugé, Stéphanie Germain et Will Prosper eut lieu à Montréal de 17 h à 19 h. Des masques ont été distribués à tous les manifestants. La marche a débuté au quartier général du SPVM et s'est terminée au Square Dorchester où a eu lieu de prises de paroles et d'une minute de silence pour les victimes de violences policières. Cette manifestation a regroupé plus 25 000 personnes québécoises de toutes origines,. Le premier ministre du Québec, François Legault a réagi le lendemain en niant le racisme systémique au Québec et en affirmant que le racisme était moins présent au Québec qu'aux États-Unis et que le problème était moins grave au Québec,. 
Le 5 juin 2020, une marche commémorant la mort de George Floyd et ayant rassemblé près de 130 personnes a eu lieu à Repentigny où les manifestants ont été victimes de propos racistes,,. Le 6 juin 2020, à Trois-Rivières, une marche antiraciste allait de l'Université du Québec à Trois-Rivières vers l'hôtel de ville et finalement au bureau de la députée fédérale.
Le 7 juin 2020, une seconde marche est co-organisée par Anastasia Marcelin de la Ligue des Noirs, nouvelle génération à la place Émilie-Gamelin,  à Montréal jusqu'au square Dorchester de 11 h à 14 h. Le SPVM a originellement été invité à participer dans la marche jusqu'à que leur invitation soit annulée la veille de la marche. D'autres manifestations ont eu lieu le même jour à Sherbrooke, Québec, Sept-Îles et à Rimouski.
Le 24 juin 2020, neuf policiers noirs écrivent une lettre à Yves Francoeur, président de la Fraternité des policiers et policières de Montréal, après qu'il a nié la réalité du profilage racial et du racisme systémique dans le SPVM. La lettre lui demande de faire face au problème,.
Le 4 juillet, 400 personnes ont manifesté dans une manifestation antiraciste à Pierrefonds.
Le 15 juillet 2020, la Fondation Dynastie et 19 artistes des communautés noires réalisent une fresque avec la phrase « La vie des Noir.es compte » et le hashtag « #BlackLivesMatter »sur la Rue Sainte-Catherine entre les rues Saint-Hubert et Saint-André à Montréal,. Le mot « compte » a été écrit aux couleurs de l'arc-en-ciel en hommage aux personnes noires LGBT et au slogan « Ça va bien aller ». Le 23 août, une fresque « La vie des Noir.es compte » et une autre fresque « Black Lives Matter » ont été dévoilées dans deux parcs prairivois,,.

## Démographie
En 2016, Statistique Canada a recensé près de 319 230 personnes noires au Québec et elles représentaient 26.6 % de la population noire vivant au Canada.
Liste de municipalités avec une population noire au-dessus de la moyenne provinciale
Moyenne provinciale : 4 %.
- Montréal (10,3 %)[43]
- Montréal-Est (8,5 %)[44]
- Châteauguay (8,3 %)[45]
- Laval (7,8 %)[46]
- Terrebonne (7,2 %)[47]
- Repentigny (7,1 %)[48]
- Longueuil (7,0 %)[49]
- Dollard-Des Ormeaux (6,8 %)[50]
- Gatineau (6,1 %)[51]
- Pincourt (5,6 %)[52]
- Brossard (5,2 %)[53]
- Saint-Anselme (4,9 %)[54]
- Vaudreuil-Dorion (4,7 %)[55]
- Côte-Saint-Luc (4,3 %)[56]
- Dorval (4,3 %)[57]
- L'Île-Perrot (4,2 %)[58]

À Montréal, les communautés noires sont principalement concentrées dans les arrondissements de Montréal-Nord (22,4 %), LaSalle (13,8 %), Rivière-des-Prairies–Pointe-aux-Trembles (13,6 %), Villeray–Saint-Michel–Parc-Extension (12,5 %), Côte-des-Neiges–Notre-Dame-de-Grâce (10,9 %), Ahuntsic-Cartierville (10,3 %) et de Pierrefonds-Roxboro (10,3 %).
L'âge médian en 2016 de la population noire était de 29,5 ans contre 42,5 ans au niveau provincial.

### Évolution démographique
Les chiffres historiques entourant la population noire vivant sur le territoire du Québec sont sous-représentatifs en raison du fait que les esclaves noirs n'étaient pas comptés dans le recensement, que les immigrants clandestins ne l'étaient pas non plus et que plusieurs recenseurs décidaient d'omettre l'existence de personnes noires vivant dans un lieu donné. Plusieurs personnes noires mentionnées dans la presse locale n'étaient pas comptées dans le recensement,.
| 1629 | 1639 | 1649 | 1659 | 1669 | 1699 |
| ---- | ---- | ---- | ---- | ---- | ---- |
| 1    | 1    | 1    | 2    | 1    | 1    |

| 1709 | 1719 | 1729 | 1739 | 1749 | 1759 |
| ---- | ---- | ---- | ---- | ---- | ---- |
| 9    | 17   | 29   | 41   | 122  | 108  |

| 1769 | 1779 | 1784 | 1799 | 1809 | 1819 |
| ---- | ---- | ---- | ---- | ---- | ---- |
| 72   | 127  | 304  | 203  | 159  | 129  |

| 1825 | 1829 | 1839 | 1844 | 1849 | 1852 |
| ---- | ---- | ---- | ---- | ---- | ---- |
| 88   | 205  | 31   | 266  | 268  | 18   |

| 1859 | 1869 | 1879 | 1881 | 1899 | 1900 |
| ---- | ---- | ---- | ---- | ---- | ---- |
| 105  | 266  | 280  | 202  | 91   | 280  |

| 1910 | 1911 | 1920  | 1941  | 1961  | 1991   |
| ---- | ---- | ----- | ----- | ----- | ------ |
| 401  | 401  | 1 046 | 2 077 | 4 300 | 41 165 |

| 1996    | 2001    | 2006    | 2011    | 2016    | 2021    |
| ------- | ------- | ------- | ------- | ------- | ------- |
| 131 970 | 152 195 | 188 070 | 243 625 | 319 230 | 422 405 |

### Démolinguistique
En 2016, 26,3 % de la population noire québécoise est francophone et peut s'exprimer dans une langue non officielle; 25,8 % est polyglotte en anglais, en français et dans une langue non officielle; 20,7 % est unilingue francophone; et 19,0 % est seulement bilingue en français et en anglais. En somme, 72,3 % des communautés noires au Québec parlent plus d'une langue et seulement 27,7 % d'entre elles sont unilingues.

### Ethnicité
Les communautés noires au Québec sont principalement d'ascendance caribéenne (169 710 individus) et africaine (142 860 individus). Ces origines  ethniques sont suivies par des origines européennes (39 915 individus) et des origines nord-américaines non autochtones (30 055 individus). 
| Rang | Origines ethniques          | Total   | Total |
| 1    | Haïtien                     | 136 815 |       |
| 2    | Canadien                    | 25 135  |       |
| 3    | Français                    | 22 465  |       |
| 4    | Congolais                   | 19 845  |       |
| 5    | Camerounais                 | 16 915  |       |
| 6    | Jamaïquain                  | 11 925  |       |
| 7    | Ivoirien                    | 8 415   |       |
| 8    | Sénégalais                  | 7 920   |       |
| 9    | Burundais                   | 5 925   |       |
| 10   | Anglais                     | 5 710   |       |
| 11   | Guinéen                     | 5 110   |       |
| 12   | Rwandais                    | 4 935   |       |
| 13   | Barbadien                   | 4 740   |       |
| 14   | Trinidadien - Tobagonien    | 4 425   |       |
| 15   | Béninois                    | 4 040   |       |
| 16   | Togolais                    | 4 020   |       |
| 17   | Irlandais                   | 3 860   |       |
| 18   | Saint-Vincentais - Grenadin | 3 710   |       |
| 19   | Malien                      | 3 415   |       |
| 20   | Ghanéen                     | 3 160   |       |

### Statut générationnel
Statut des générations de la population noire au Québec en 2016
- Première génération (60,8 %)
- Deuxième génération (34,4 %)
- Troisième génération et plus (4,9 %)

Plus de la moitié des membres des communautés noires étaient des immigrants de première génération, nés à l'extérieur du Canada, et plus d'un tiers de ceux-ci sont nés au Canada d'un parent né à l'étranger. Parmi la population immigrante, 30 % était des immigrants récents, c'est-à-dire qu'ils se sont établis au Canada entre 2011 et 2016. 60 % des immigrants récents était nés en Afrique.
| Rang | Lieu de naissance                | Total   | Total |
| 1    | Canada                           | 125 215 |       |
| 2    | Haïti                            | 82 965  |       |
| 3    | Cameroun                         | 13 835  |       |
| 4    | République démocratique du Congo | 12 635  |       |
| 5    | Côte d'Ivoire                    | 9 435   |       |
| 6    | Sénégal                          | 6 780   |       |
| 7    | France                           | 4 600   |       |
| 8    | Jamaïque                         | 4 490   |       |
| 9    | Burundi                          | 4 485   |       |
| 10   | Guinée                           | 4 170   |       |
| 11   | États-Unis                       | 4 100   |       |
| 12   | Rwanda                           | 3 130   |       |

### Statut socioéconomique
Le taux de chômage des personnes noires au Québec est de 13 %, ce qui est plus élevé que la moyenne provinciale de 7,2 %.

#### Emploi
En 2016, selon les catégories de la Classification nationale des professions, les communautés noires du Québec travaillent en prédominance dans les domaines des ventes et services, des affaires, finance et administration et de la santé,.
Selon les catégories d'industrie du Système de classification des industries de l'Amérique du Nord, les personnes noires québécoises travaillent pour la plupart dans l'industrie des soins de santé et l’assistance sociale, de la fabrication, du commerce de détail et des services administratifs, services de soutien, services de gestion des déchets et des services d'assainissement,.

#### Scolarité
Dans une étude sur les élèves des communautés noires des cohortes 1994, 1995 et 1996 au Québec, 86,9 % des élèves afro-québécois font une éducation secondaire francophone.

### Religion
En 2011, 82 % de la population noire québécoise est chrétienne, 10,4 % n'a aucune croyance religieuse et 7,2 % est musulmane. En ne prenant en compte que les confessions chrétiennes, 41,1 % de la population noire est catholique ; 6,5 % est pentecôtiste ; 5,8 %, anglicane et 24,4 % d'entre elle appartient à d'autres branches du christianisme comme l'évangélisme.

## Racisme antinoir
La Clinique juridique afro-canadienne (African Canadian Legal Clinic) définit le racisme antinoir comme l'ensemble des préjugés, des stéréotypes et des discriminations envers les personnes noires qui causent des inégalités au plan sociétal.

### Stéréotypes historiques

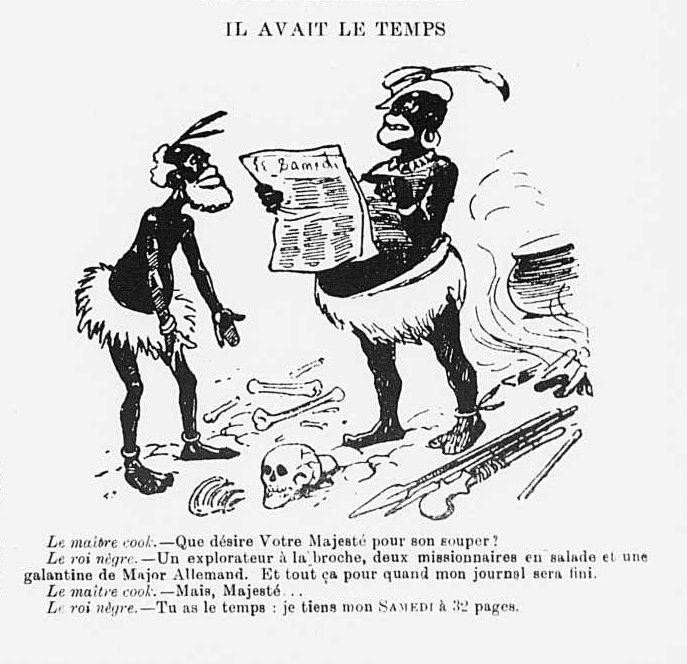
Représentation d'un « roi nègre » cannibale.

Dans la seconde moitié du XVIIIe siècle, la littérature, la scène artistique et la publicité québécoises représentent les personnes noires en trois représentations majeures et en cinq représentations sous-jacentes:
- Le « Noir damné » dont découle la figure du « Noir mystérieux »;
- Le Noir-chose dont découle les figures du « Noir animal-machine » et du « Noir-marchandise »;
- Le « bon nègre » qui est sus-jacent à l'« Ève noire » et au « Noir bête sauvage ».

Plus tard, s'ajouteront les figures du « Noir indolent », du « mauvais nègre » et du « Noir révolté ».

#### «Noir damné»
La représentation du « Noir damnné » tient son origine de la malédiction de Cham qui dit que la condition d'esclave du Noir est le seul moyen pour celui-ci pour s'expier de ses péchés et éviter l'enfer. Par exemple, en 1702, le Monseigneur de Saint-Vallier, propriétaire d'esclaves, décrète que l'esclavage des personnes noires est héréditaire,. Ce stéréotype subira une crise vers 1750, lorsque des curés propriétaires d'esclaves vendent leurs esclaves à cause du manque de ressources, ce qui démontre que l'esclavage est plus une question économique qu'une question religieuse.
Dans la première moitié du XIXe siècle, le Noir est perçu comme un ange déchu habitant l'enfer et qu'un mauvais génie est attaché à sa destinée.

#### «Noir mystérieux»
Dérivée du « Noir damné », la représentation du « Noir mystérieux » est une personne noire dont on ignore l'origine géographique, comme si elle venait de nulle part, et qui se comporte d'une manière ténébreuse et bizarre, voire agressive. Des pouvoirs surnaturels, une étrange manière de raisonner et une laideur innée lui sont attribués. 
Dans son journal, Chaussegros de Léry dépeint son esclave noir comme un homme bizarre qui s'égare souvent dans la nature faisant en sorte que son propriétaire doit le chercher et le ramener. Le 19 mars 1789, un riche planteur, voulant prouver l'inintelligence des Noirs, écrit au Montreal Gazette que son esclave originaire d'Albany trouvait les chemins du Québec cahoteux lors de leur emménagement à Montréal. Son maitre lui demanda pourquoi et l'esclave a répondu que c'est dû au fait que les carrioles étaient trop basses et trop courtes. Le planteur lui dit qu'à Albany, toutes les carrioles étaient courtes et que tous les chemins étaient cahoteux. Pour le planteur, l'absence de relation de cause à effet entre ces deux évènement étaient une preuve convaincante de l'ignorance naturelle des Noirs.
Dans la première moitié du XIXe siècle, la figure du Blanc comme un être de raison est mise en opposition à la figure du Noir comme un être de passion. Le mythe de la peur excessive du Noir face au danger et le mythe de la rapidité inusitée de sa fuite sont diffusés dans le légendaire québécois.
Des légendes gaspésiennes et madeliennes perpétuent cette image dans la seconde moitié du XIXe siècle, tels que la légende de la « butte du Nègre » aux îles de la Madeleine vers 1870.

#### «Noir-chose»
La figure du « Noir-chose » repose sur la notion de propriété. C'est la représentation des personnes noires en tant qu'objet matériel que l'on peut acquérir comme un bien meuble, un patrimoine ou un capital. Cet élément de richesse est né pour servir et résoudre les problèmes socioéconomiques de la bourgeoisie québécoise. L'esclave et sa famille appartiennent au maitre qui a un droit de jouissance juridique sur eux. L'identité de base de l'esclave noir est jugée inférieure à celle de la majorité.

#### «Noir animal-machine»
En Nouvelle-France et au Bas-Canada, l'esclave noir est souvent assimilé ou associé à un animal domestique producteur d'une activité particulière. Le 25 décembre 1748, Élisabeth Bégon qualifie ses deux esclaves noirs, Jupiter et Pierre, et son cheval de « trois meubles inutiles ». En 1783, dans une annonce de mise en vente d'une esclave noire parue dans la Gazette de Québec, le vendeur précise aussi la disposition d'une jument baie. Le 12 et 18 mai 1785, un propriétaire annonce simultanément la vente d'une « négresse » et d'« un bon cheval avec la carriole et le harnois. » En 1766, la poissonnerie de Pointe-Saint-Pierre située à Percé expédiait gratuitement son poisson avarié de mauvaise qualité aux Afro-Brésiliens et aux Noirs de Martinique, tandis qu'elle offrait son poisson de bonne qualité aux personnes blanches du Brésil et de la Martinique et celle de qualité intermédiaire aux habitants du Québec,.

#### «Noir-marchandise»
Le « Noir-marchandise » est un bien vendable, achetable et louable sur un marché que l'acheteur potentiel a le droit d'« inspecter ». Il sert à rembourser une dette ou est donné en héritage dans un testament. Le vocabulaire employé pour le désigner dérive de la culture du capitalisme, c'est-à-dire qu'on se réfère à lui selon le profit qu'il peut produire et son utilité.
Dans les avis de recherches d'esclaves ayant fui ou les avis de vente d'esclaves entre 1767 et  1798, l'esclave était décrit, dans, 65.5 % des cas en moyenne, selon son âge, son sexe et son emploi. 37.5 % de ces avis mentionnent des traits phénotypiques  et des traits. Puis, dans 26.3 % des cas, en moyenne, selon son accoutrement, ses traits physiques (couleur et nuances de la peau, épaisseur des lèvres, texture des cheveux, etc.) et sa santé. Enfin, dans seulement 13 % des cas on décrit son origine géographique, la langue parlée et les traits de caractère.

#### Le «bon nègre»
La figure du « bon nègre » est une personne noire possédant des sentiments, des attitudes et comportements est compatible avec l'ensemble des rapports sociaux inégaux de la société coloniale. Il est pieux, fidèle et reconnaissant et il accepte les punitions et les remontrances du maitre,.
Gaspard-Joseph Chaussegros de Léry décrivait ses « nègres » comme des serviteurs loyaux, dévoués, craintifs et prêts à exaucer tout désir. Philippe Baby Casgrain, fils de propriétaire d'esclaves, raconte dans ses mémoires les récompenses que ses parents et grands-parents offraient, dans un geste qualifié de « bonté paternelle», aux esclaves qualifiés de « bons serviteurs ».

#### L'«Ève noire»

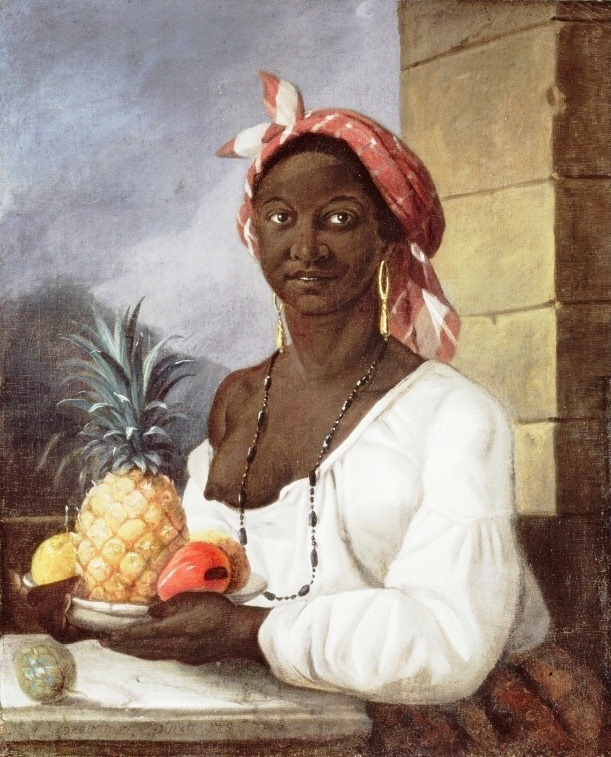
Portrait d’une esclave noire de François Malépart de Beaucourt, 1786.

En 1786, le mythe de l'« Ève noire » est né dans la représentation d'une esclave noire appartenant à la femme de François Malepart de Beaucourt. La femme noire est représentée comme une figure exotique, romantique et pacifique qui est pleine de grâce et débordante de vitalité. Elle incite à voyager dans un paradis tropical artificiel.

#### «Noir bête sauvage»
Le « Noir bête sauvage » est la contrepartie du « bon nègre ». Ce stéréotype se retrouve en 1792, dans l'affaire Josiah Curtan à Montréal. Le juge condamne à mort l'homme noir pour cambriolage et lui déclare: « […] on doit prendre contre vous les mêmes précautions que l'on prend habituellement contre les animaux sauvages de la forêt, lesquels, comme vous, vont rôder autour des demeures dans l'attente de leurs victimes. Aucune loi juste ne permettra à un membre de la société si nocif à la paix de continuer à vivre. » Dans aucun rapport judiciaire une personne blanche n'est qualifiée de la même façon,.
En juillet 1821, Le Canadien décrit le nouveau-né d'une femme métisse de La Prairie comme « un animal » et donne au bébé de sexe féminin des attributs physiques d'ours et d'ovidés. Vers 1849, à l'île aux Lièvres, un naufragé noir anglophone est comparé à un loup marin et à une bête qui pousse des cris,,.

#### «Noir indolent»
Apparu dans la première moitié du XIXe siècle, le stéréotype du « Noir indolent » dépeint les personnes noires comme indolentes, paresseuses et insouciantes. En 1838,  Pierre-Joseph-Olivier Chauveau traite les personnes noires qu'il a rencontrées à Broadway de flâneurs. Le Nouvel abrégé de géographie moderne affirme qu'« […] on accuse les nègres d'indolence; on dit qu'ils aiment mieux abattre l'acajou, les bois de teinture et mille autres bois précieux que de cultiver les belles plantations de leurs anciens maîtres. »,

#### Le «mauvais nègre»
Cette figure est le contre-modèle du « bon nègre ». Le « mauvais nègre » est effronté, scandaleux, foncièrement malhonnête et irrespectueux des mœurs et des normes de la société,. Après le XIXe siècle on lui attribue la cruauté, l'intolérance et le cannibalisme.
Plusieurs années suivant le naufrage du Granicus en 1828, les Anticostiens qui n'ont pas été témoins du naufrage, ont blâmé les actions cannibales du « Massacre de l'île d'Anticosti » sur un Noir qui était mort noyé la tête en bas, le pied droit coincé entre le chainon de l'ancre et l'écubier. Ils ont décrit l'homme noir comme « un mulâtre de couleur assez noire, ayant plus de six pieds, aux épaules colossales » qui parait « d'avoir joui d'une force herculéenne ». Les Anticostiens ont trainé le cadavre du Noir et l'ont jeté dans une fosse commune, car selon eux, « il nous paraissait évident que c'était lui qui avait accompli la plus grande partie de cette boucherie ». En 1841, le Noir en question sera identifié comme B. Harrington.
Lors de la guerre d'Afrique du Sud, la presse contre la participation des Franco-Québécois à la guerre représentait les soldats noirs comme des êtres féroces et dangereux qui ne respectaient pas les lois de la guerre en massacrant et en brutalisant les belligérants blancs et en les dépouillant de leurs biens.

#### «Noir révolté»
Le « Noir révolté » est issu du « mauvais nègre » .Il s'agit de la figure de la personne noire insolente dont la raison d'être est le refus. Elle ne cherche pas à plaire ni à obtenir les faveurs des personnes blanches et elle est accusée d'être une agitatrice scélérate meurtrière qui engendre des incendies, assassinats, des révoltes et des contestations.
En 1890, lors de son excursion en Guadeloupe, l'abbé Léon Provancher reproche aux Noirs de l'île d'être suffisants, arrogants et imbibés d'un esprit révolutionnaire. Dans son journal de voyage aux Bermudes publié en 1909, Victor-Alphonse Huard affirme que les Noirs sont laids et peu policés,. Lors d'un voyage aux États-Unis, Henri-Raymond Casgrain décrit que les Afro-Américains récemment émancipés comme « un peuple d'esclaves devenus d'insolents serviteurs ».

### Discrimination à l'embauche
En 2001, le Québec était l'un des pires régions en Amérique du Nord pour trouver un emploi en tant que personne noire : 53e position sur 56. Le Québec devançait seulement la Virginie-Occidentale, l'Oregon et le Wisconsin,.
Selon un test de discrimination de la Commission des droits de la personne et des droits de la jeunesse mené dans le Grand Montréal de décembre 2010 à mai 2011, les personnes avec un nom à consonance africaine étaient plus discriminées à l'embauche que celles ayant un nom francophone, hispanophone et arabophone. Dans le secteur du service à la clientèle et du secrétariat, les personnes ayant un nom d'origine africaine ont 1.8 moins de chance d'être rappelées pour une entrevue que celles ayant un nom d'origine française. Dans le domaine du marketing, des ressources humaines et des communications, les personnes avec des noms africains avaient 1,72 moins de chance d'être invités à une entrevue que celles ayant un nom francophone.
Dans un test de discrimination mené de janvier 2018 à juillet 2018 dans les emplois de l'administration et de l'informatique à Québec et à Lévis, les CVs sous le nom de « Marc-Olivier Tremblay » avait un taux de réponse favorable de 36 %, tandis que ceux sous le nom de « Amina Dialo » n'avaient qu'un taux de réponse favorable de 20 %. Ceux sous le nom de Mamadou Traoré : 12 %.

### Discrimination au logement
Entre 1961 et 1965, selon une enquête du Comité des droits de l'homme, 20 % des propriétaires montréalais refusent de loger une personne noire,.

### Racisme sexuel
En 2013, selon une enquête d'universitaires à l'UQAM sur le racisme sexuel, 84,4 % des HSH noirs ont « parfois » ou « presque toujours » l'impression que les hommes blancs ne s’intéressent qu'a eux à cause de leur race, 62,6 % ont l'impression d'êtres vus comme un objet sexuel par les hommes blancs, 37,5 % ont fait l'objet de propos racistes de la part d'un homme blanc ayant des relations sexuelles avec des hommes et 28,2 % ont été rejetés par un partenaire sexuel parce qu'ils étaient noirs.

### Profilage racial
Le rapport Armony-Hassaoui-Mulone demandé par le SPVM a trouvé que les personnes noires à Montréal ont quatre fois plus de chances d'être interpellées par la police montréalaise. En comparant le rapport nombre d'interpellations et le nombre d'arrestations liées au Code criminel d'individus noirs enregistré par la police avec celui des personnes blanches. Les personnes noires montréalaises sont sur-interpellées de 66%: 

« [...] pour chaque personne noire accusée ou arrêtée, le SPVM a interpellé 1,14 personnes noires, alors que pour chaque personne blanche accusée ou arrêtée, le SPVM a interpellé 0,69 personnes blanches. Le quotient entre 1,14 et 0,69 est de 1,66, tel qu’indiqué dans le tableau. »

À ce qui trait aux règlements municipaux, la sur-interpellation passe à 137 %.
En ce qui concerne le sexe, les hommes noirs sont plus interpellés que les femmes noires. Les hommes noirs ont 4 fois plus de chances d'être interpellés que les hommes blancs et les femmes noires ont 2 fois plus de chances d'être interpellées que les femmes blanches.
Au niveau du groupe d'âge, les personnes noires âgées de 25 à 34 ans ont 5 fois de chances de se faire interpeller que des personnes blanches du même âge et pour les jeunes Noirs de 15 à 24 : 4 fois plus de chances. 
Les personnes noires de Montréal ont 5 fois plus de chances d'être sujets d'une interpellation de renseignement, telles que celles entreprises par l'Escouade Éclipse, que les personnes blanches.

## Homophobie intracommunautaire
Dans une enquête conduite par des chercheurs de l'UQAM auprès d'hommes noirs d'ascendance africaine et antillaise ayant eu des rapports sexuels avec d'autres hommes habitant dans le Grand Montréal. 75,1 % des répondants se sentait « parfois » ou « presque toujours » incompris par leurs communautés, 65,6 % se sentait invisible dans leurs communautés et 59,4 % ne se sentait pas accepté dans leurs propres communautés. Certains répondants ont affirmé que l'homosexualité était tabou chez les communautés noires et que leur plus grand défi était la famille religieuse.
L'enquête a identifié six problèmes intersectionnels auxquels les hommes noirs gays sont confrontés: l’incompréhension des Blancs des réalités  propres aux Noirs; l’absence  de  personnes noires dans la communauté gaie; la objectivation; la dévalorisation des couples interraciaux;  le déni de l’homosexualité dans certaines cultures; un contexte familial homophobe.